# 大黒天

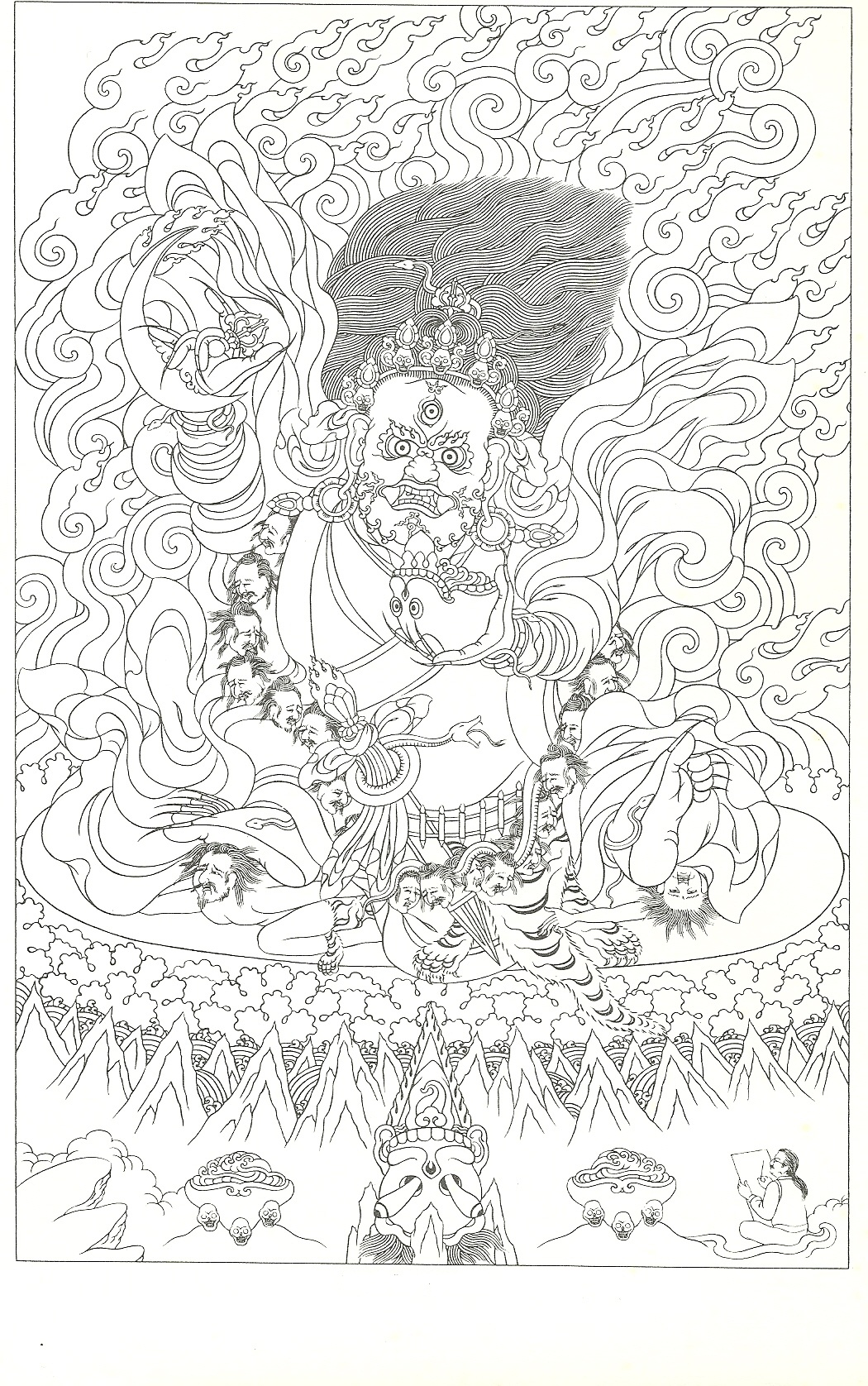
大黒天（マハーカーラ）

大黒天（だいこくてん、梵: Mahākāla、[マハーカーラ]、音写：摩訶迦羅など）とは、ヒンドゥー教のシヴァ神の異名であり、これが仏教に取り入れられたもの。七福神の一柱。
ヒンドゥー教のシヴァ神の化身であるマハーカーラは、インド密教に取り入れられた。「マハー」とは「大」（もしくは偉大なる）、「カーラ」とは「時」あるいは「黒」（暗黒、闇黒）を意味するので偉大なる暗黒（闇黒）の神「大黒天」と名づく。その名の通り、青黒い身体に憤怒相をした護法善神である。

## インド密教・チベット仏教

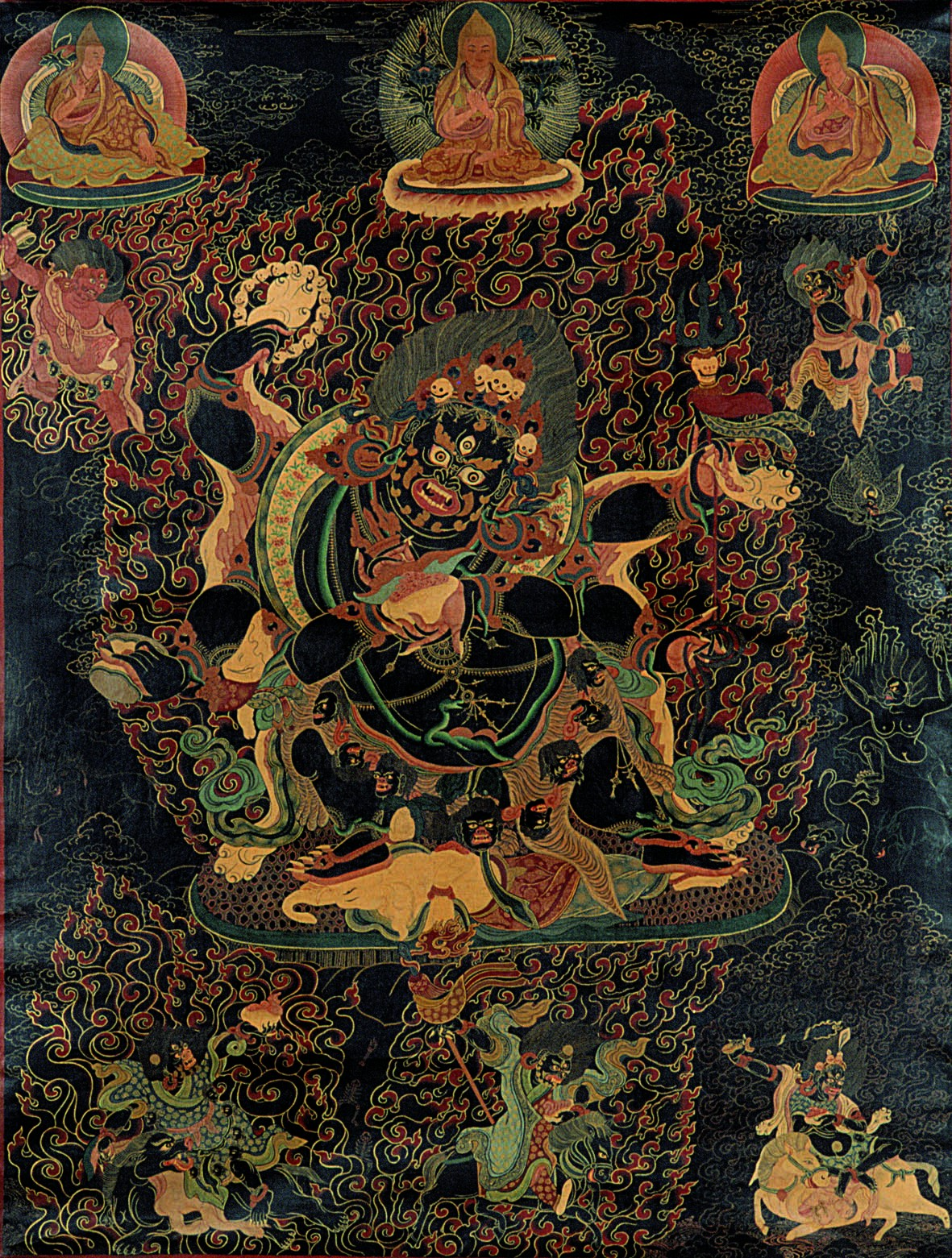
チベット密教における憤怒相の大黒天（マハーカーラ）

シヴァ神のマハーカーラがそのまま密教に取り入れられたため、初期の大黒天はシヴァと同様に四本の手に三叉戟、棒、輪、索をそれぞれ持った像として描かれた。さらには、ブラフマーとヴィシュヌをも吸収していき、ヒンドゥー教の三神一体（ブラフマー・ヴィシュヌ・シヴァ）に対応した三面六臂の憤怒相の大黒天（マハーカーラ）も登場した。
後期密教を継承したチベット仏教では、大黒天（マハーカーラ）の像容は多彩であり、一面二臂・一面四臂・一面六臂・三面二臂・三面四臂・三面六臂などがある。（シヴァに由来しながらも）シヴァとその妻パールヴァティー、もしくはガネーシャを踏みつけてヒンドゥー教を降伏させて仏教を勝利させる護法尊としての姿が主流となった。チベット・モンゴル・ネパールでは貿易商から財の神としての信仰を集め、チベットでは福の神としての民間信仰も生まれた。

## 日本の仏教・密教

### 歴史
日本には密教の伝来とともに伝わり、天部と言われる仏教の守護神たちの一人で、軍神・戦闘神、富貴爵禄の神とされたが、特に中国においてマハーカーラの3つの性格のうち、財福を強調して祀られたものが、日本に伝えられた。密教を通じて伝来したことから初期には主に真言宗や天台宗で信仰された。インドでも厨房・食堂の神ともされていたが、日本においては最澄が毘沙門天・弁才天と合体した三面大黒を比叡山延暦寺の台所の守護神として祀ったのが始まりという。のちに大国主神と習合した。室町時代になると日蓮宗においても盛んに信仰された。「大黒さん」として親しまれている。

### 偉容
本来の像容は、一面二臂、青黒（しょうこく）か黒色で忿怒（いかり）の相で表現される。『大黒天神法（嘉祥寺神愷記）』には、烏帽子・袴姿で右手の拳を腰に当てて、左手で大きな袋を左肩に背負う厨房神・財神として描かれている。この袋の中身は七宝が入っているとされる。
- 胎蔵生曼荼羅での大黒天は、シヴァとその聖なる白牛ナンディン（白い水牛が中国や日本で認識されずに、山羊や兎の姿で誤描写）を降伏させている立像で身の丈は通常は五尺である。

ほとんどが一面だが、上述のように毘沙門天・弁才天と合体した三面六臂の大黒天も作られた。
以上のような憤怒相は鎌倉期の頃までで、これ以降、大国主神と習合して現在のような柔和相で作られるようになるが、まれに観世音寺（福岡県）にある大黒天立像のように憤怒相の像も見られる。

### 真言
- おん まかきやらや そわか[2]

## 神仏習合・神道

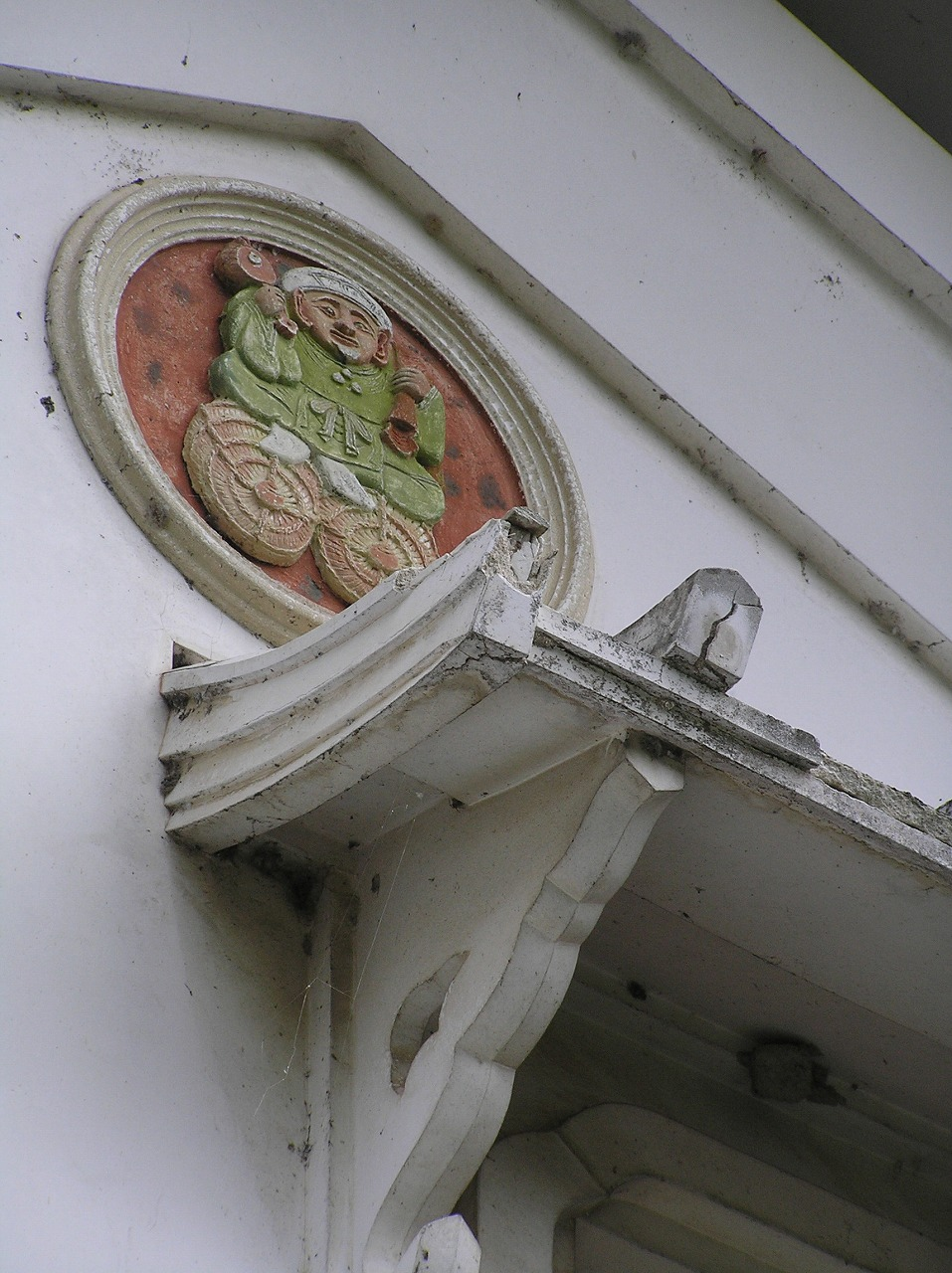
土蔵に描かれた大黒天

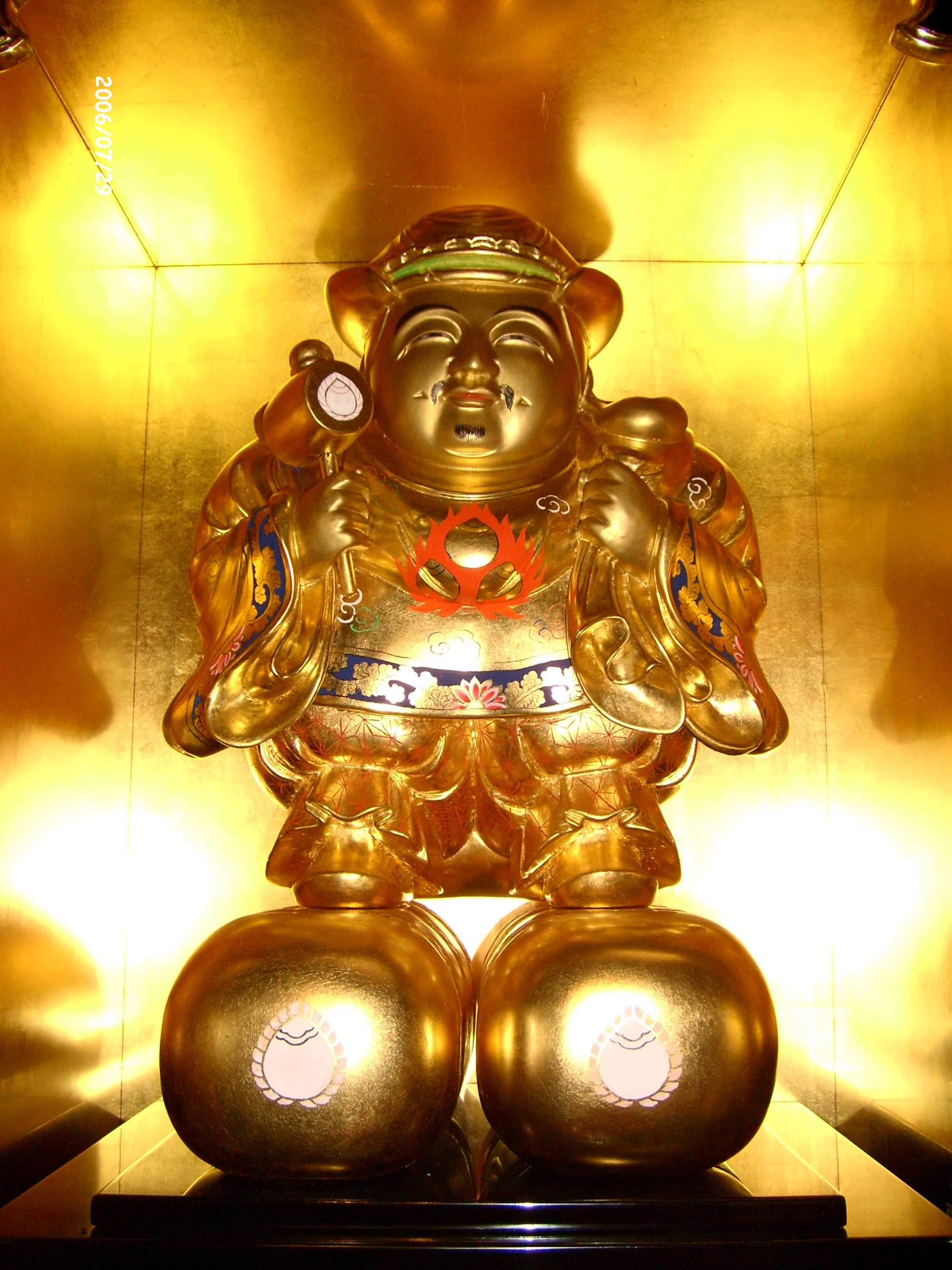
（千葉県市川市大野町 本光寺）の金大黒天

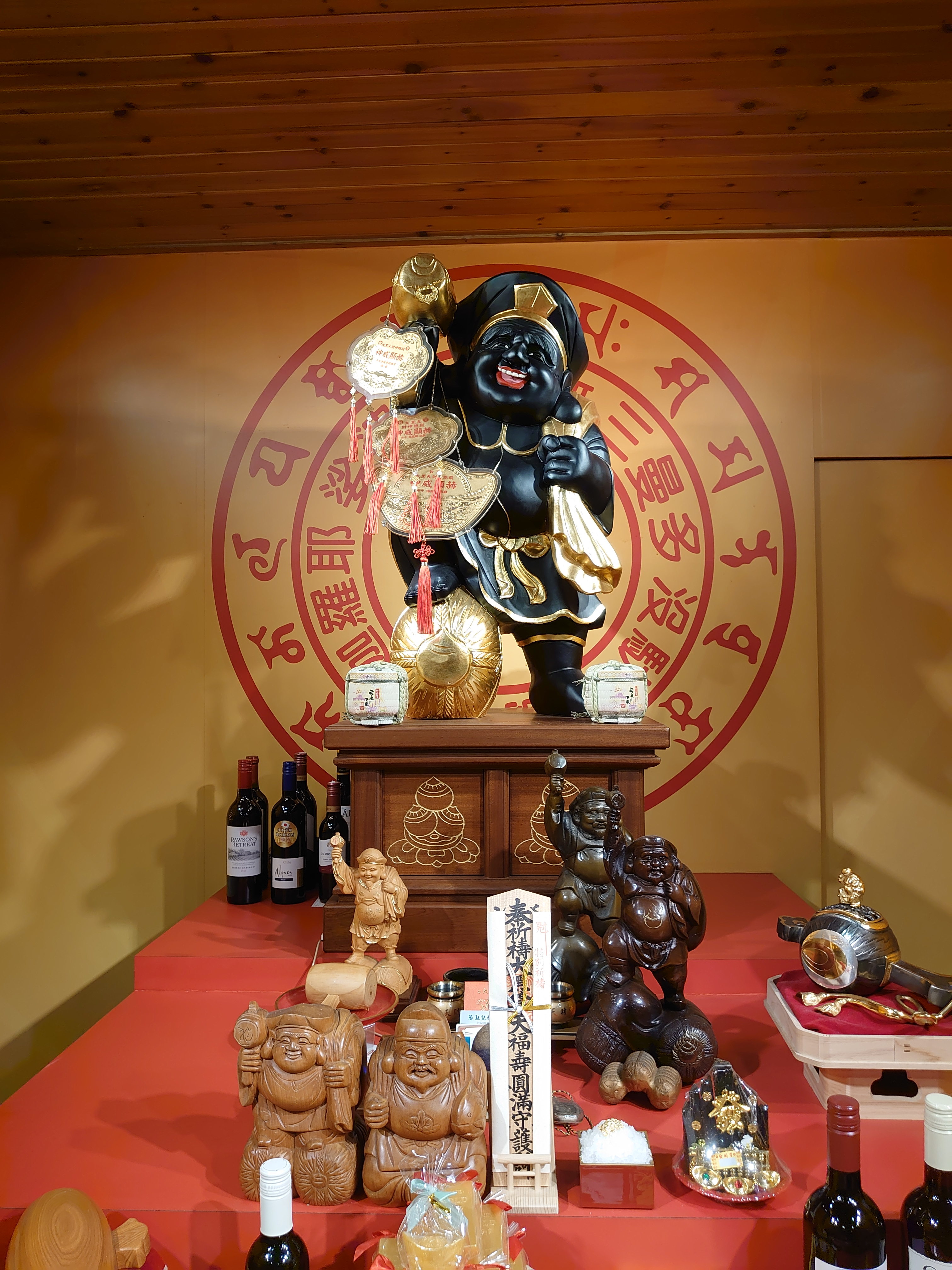
大黒天像（台湾台北市）

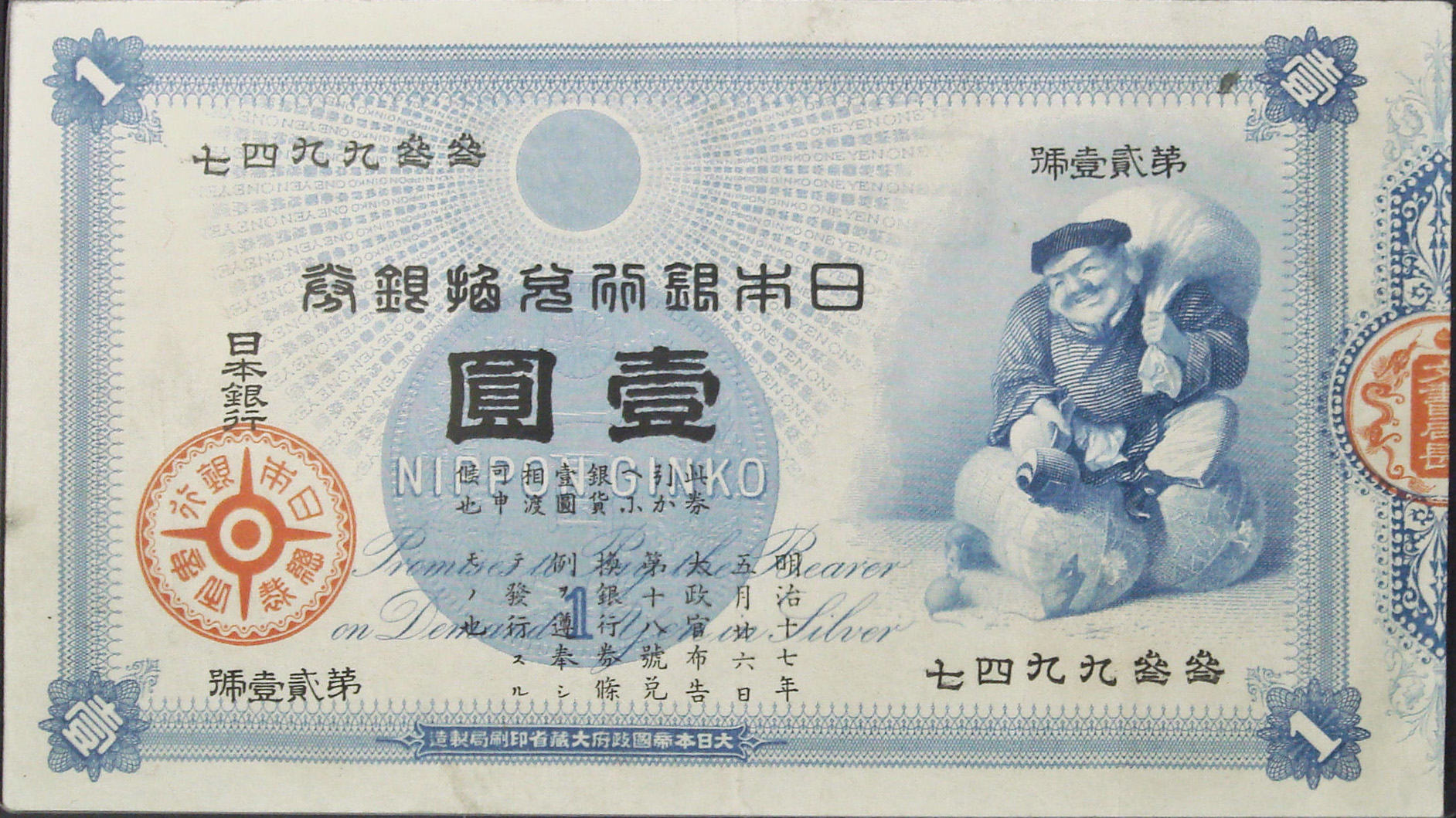
日本銀行兌換銀券一円券（旧一円券）

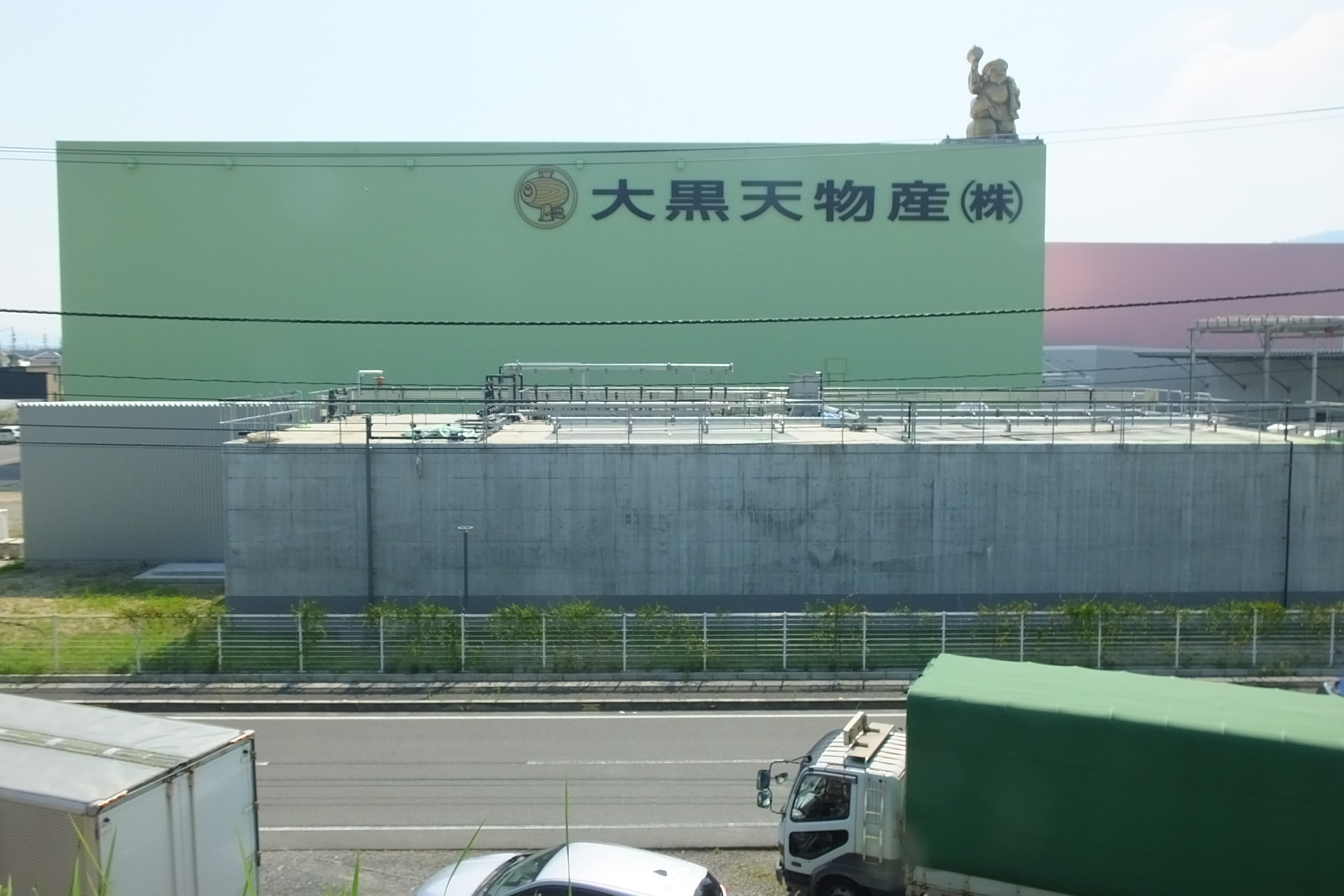
社名に大黒天を冠した大黒天物産は社屋に大黒天を配している（中国RMC、岡山県総社市）。

日本においては、大黒の「だいこく」が大国に通じるため、古くから神道の神である大国主と混同され、習合して、当初は破壊と豊穣の神として信仰される。後に豊穣の面が残り、七福神の一柱の大黒様として知られる食物・財福を司る神となった。室町時代以降は「大国主命（おおくにぬしのみこと）」の民族的信仰と習合されて、微笑の相が加えられ、さらに江戸時代になると米俵に乗るといった現在よく知られる像容となった。現在においては一般には米俵に乗り福袋と打出の小槌を持った微笑の長者形で表される。
袋を背負っているのは、大国主が日本神話で最初に登場する因幡の白兎の説話において、八十神たちの荷物を入れた袋を持っていたためである。また、大国主がスサノオの計略によって焼き殺されそうになった時に鼠が助けたという説話（大国主の神話#根の国訪問を参照）から、鼠が大黒天の使いであるとされる。
春日大社には平安時代に出雲大社から勧請した、夫が大国主大神で妻が須勢理毘売命（すせりひめのみこと）である夫婦大黒天像を祀った日本唯一の夫婦大國社があり、かつて伊豆山神社（伊豆山権現）の神宮寺であった走湯山般若院にも、像容が異なる鎌倉期に制作された夫婦大黒天像が祀られていた（現在では熱海の古屋旅館に存在する）。

### 大黒と恵比寿
日本一大きいえびす、大黒の石像は舞子六神社にあり商売繁盛の神社とされている。
大黒と恵比寿は各々七福神の一柱であるが、寿老人と福禄寿が二柱で一組で信仰されることと同様に、一組で信仰されることが多い。神楽などでも恵比寿舞と大黒舞が夙（つと）に知られ、このことは大黒が五穀豊穣の農業の神である面と恵比寿が大漁追福の漁業の神である面に起因すると考えられている。また商業においても農産物や水産物は主力であったことから商売の神としても信仰されるようになっていった。

## 大黒天を祀る主な社寺
寺院
- 大黒寺（大阪府羽曳野市） - 日本最初大黒天出現霊場
- 大黒寺（京都市伏見区）
- 大円寺 (目黒区)（東京都） - 元祖山手七福神
- 浅草寺（東京都台東区） - 米びつ大黒/浅草名所七福神
- 寛永寺護国院（東京都台東区） - 谷中七福神
- 鬼子母神（東京都豊島区） - 大黒堂/雑司が谷七福神[4]
- 本光寺（千葉県市川市） - 金大黒天
- 宝積寺（大黒天宝寺）（京都府乙訓郡大山崎町） - 大山崎大黒天/京都六大黒天
- 妙円寺（京都府京都市） - 松ヶ崎大黒天/都七福神
- 圓徳院（京都府京都市） - 三面大黒天
- 四天王寺(大阪府大阪市） - 三面大黒天
- 安楽寺（愛知県蒲郡市） - 三河七福神
- 普門寺（愛知県豊橋市） - 吉田七福神
- 福海寺（兵庫県神戸市） - 柳原大黒天/摂津国・諸山 - 兵庫七福神
- 最上稲荷（岡山市北区） - 三面大黒尊天
- 喬正院（愛知県美浜町） - 神将三面大黒天
- 長谷寺

- 大観密寺（宮城県仙台市泉区） - 油掛大黒天
- 三澤寺（長野県伊那市） - 豊穣大黒天
- 光明寺（静岡県浜松市天竜区） - 金大黒天
- 臨済寺（兵庫県姫路市夢前町）-夢前七福神

神社
- 日本一大きいえびす、大黒の石像は舞子六神社（兵庫県神戸市）
- 神田明神（東京都千代田区）
- 大前神社（栃木県真岡市）
- 敷津松之宮大国主神社(大阪府大阪市） - 日之出大国/浪華七福神
- 春日大社摂社夫婦大國社（奈良県奈良市） - 夫婦大黒天像（6年に１度御前立開帳）
- 油掛大黒天（岡山県岡山市）
- 一之宮都農神社（宮崎県都農町）